# Steve Kuhn
Steve Kuhn (New York, 24 maart 1938) is een Amerikaans pianist, componist en comboleider op het gebied van jazz.

## Biografie
Kuhn begon met piano spelen toen hij vijf jaar oud was en studeerde onder meer bij pianolerares Margaret Chaloff, de moeder van baritonsaxofonist Serge Chaloff, die speelde in de band van Woody Herman. Zijn voorliefde ging in eerste instantie uit naar klassieke muziek, hij improviseerde daarin. Maar al snel in zijn teenerjaren vond hij aansluiting in het jazzcircuit van Boston waar hij kennis maakte met  bijvoorbeeld Coleman Hawkins, Vic Dickenson, Chet Baker. Kuhn ging studeren aan Harvard University en een de the Lenox School of Music waar hij meer de modernere kant werd opgestuurd door Ornette Coleman, Don Cherry en Gary McFarland. Daarbij kwamen nog leraren zoals George Russell, Gunther Schuller, leden van het Modern Jazz Quartet en Bill Evans. Al deze invloeden kwam terecht in de smeltkroes en vernieuwer Kuhn. Zo belandde hij in de band rondom trompettist Kenny Dorham en belandde hij later in het kwartet van John Coltrane.
Vervolgens kon hij spelen met wie hij maar wilde en kwam zodoende in aanraking met Stan Getz, Art Farmer, Oliver Nelson, Ron Carter, Scott LaFaro, Harvie Swartz,  Shelia Jordan, Billy Drummond, David Finck, and Miroslav Vitouš. Gedurende de periode van 1967 tot 1971 verbleef Kuhn in Zweden vanwege de liefde; hij woonde samen met Monica Zetterlund. Ondertussen trok hij met zijn trio door Europa. Na de scheiding van Monica vertrok hij terug naar de Verenigde Staten met als basis zijn geboorteplaats New York. Hij trad onder meer op op het Newport Jazz Festival. Tijdens zijn periode in New York maakte hij kennis met Manfred Eicher van ECM Records, waarvoor hij een aantal elpees opnam. Eicher was namelijk onder de indruk van de elpee The October Suite waarop Kuhn meespeelde.
Kuhn stond in het begin voornamelijk bekend als avant-gardepianist, later keerde hij zich meer naar de jazzstandards.

## Discografie
Onder eigen naam
- 1966 - "Three Waves: The Steve Kuhn Trio" (Contact)
- 1968 - Steve Kuhn in Europe
- 1969 - Childhood Is Forever (Charly/BYG)
- 1972 - Chicken Feathers (met Monica Zetterlund)
- 1972 - Raindrops (Steve Kuhn Live in New York)
- 1972 - Steve Kuhn
- 1974 - Trance (ECM)
- 1974 - Ecstasy (ECM)
- 1977 - Motility (ECM)
- 1978 - Non-Fiction (ECM)
- 1979 - Playground (ECM)
- 1981 - Last Year's Waltz (ECM)
- 1984  Mostly Ballds (New World Records) with Harvie Swartz
- 1986  The Vanguard Time (Owl Time Line)
- 1986 "Life's Magic" (Black Hawk)
- 1988  Porgy (Jazz City)
- 1988  Porgy (Evidence) met Eddie Gomez, Buster Williams, Al Foster
- 1989  Oceans In The Sky (Owl)
- 1990  Looking Back (Concord)
- 1990  Live At Maybeck Recital Hall. Volume 13 (Concord)
- 1992  Years Later (Concord) met David Finck, Lewis Nash
- 1995  Remembering Tomorrow (ECM) met David Finck, Joey Baron
- 1995  Seasons Of Romance (Postcards) met Tom Harrell, Bob Mintzer, George Mraz, Al Foster
- 1998  Dedication (Reservoir) met David Finck, Billy Drummond
- 1998 "Love Walked In" (Venus) met Buster Williams en Bill Stewart
- 1999  Countdown (Reservoir)
- 2000  The Best Things (Reservoir)
- 2007 "Live at Birdland" (EMI/Blue Note) met Ron Carter and Al Foster
- 2009 "Life's Backward Glances" (ECM-Boxset met Ecstasy, Motility en Playground)
- 2009 "Mostly Coltrane" (ECM) met David Finck, Joey Baron en Joe Lovano
- 2012 Wisteria (ECM) met Steve Swallow en Joey Baron

### Als begeleider
- 1960  Kenny Dorham: Jazz Contemporary (Time)
- 1961  Stan Getz: Recorded Fall 1961 (Verve) met Bob Brookmeyer, Roy Haynes
- 1965  Art Farmer: Sing Me Softly Of The Blues (Atlantic)
- 1966  Oliver Nelson: Sound Pieces (Impulse! Records)
- 1979  Steve Swallow: Home (ECM)
- 1991  Steve Swallow: Swallow (XtraWatt) met Carla Bley en John Scofield
- 1997  Sheila Jordan: Jazz Child (High Note)

### Samenwerking met
- 1966 "The October Suite" (Impulse) met Gary McFarland
- 2004 "Promises Kept" (ECM) met Carlos Franzetti